# Bunești (Suceava)
Bunești is een Roemeense gemeente in het district Suceava.
Bunești telt 2725 inwoners.